# Macleania robusta
Macleania robusta är en ljungväxtart som beskrevs av Henry Hurd Rusby. Macleania robusta ingår i släktet Macleania och familjen ljungväxter. Inga underarter finns listade i Catalogue of Life.